# Bernardo Gonzalez
Bernardo Gonzalez (Manchester, Reino Unido, 7 de setembro de 1972) é um jornalista e apresentador de televisão português, especializado na área automóvel.
Faz parte da equipa que apresenta o programa GTI (emitido nos canais TVI) e é diretor editorial da revista Altagama. Também é conhecido pela vertente desportiva, ao ter participado em diversos campeonatos de automobilismo.

## Jornalismo
Bernardo Gonzalez iniciou a sua carreira como jornalista de automóveis em 1996, tendo passado por diversas publicações, como AutoHoje, SuperMotores, AutoDiesel, QuattroRuote, Autosport, Volante, Carros & Motores e Motor24.
Atualmente, dirige a revista Altagama, publicação da editora espanhola Grupo V.

## Televisão

### Volante TV
Integrado no Grupo Impresa, Bernardo Gonzalez foi editor das publicações Autosport e Volante. Em meados de 2011, o grupo liderado por Francisco Pinto Balsemão lançou um novo programa de automóveis denominado Volante TV. Emitido nos canais SIC e SIC Notícias, o elenco original era constituído por Bernardo Gonzalez, Rui Pelejão, Rui Pedro Reis, Francisco Sande e Castro, João Tomé e Sara Gil do Couto.
Ao longo dos primeiros cinco anos, a equipa do Volante TV viria a sofrer poucas alterações até que, no início de 2016, com decisão do canal em mudar de produtora e respetiva equipa de apresentadores, Bernardo Gonzalez, Rui Pelejão e o recém-chegado Luís Guilherme decidiram apostar num novo conteúdo para a MediaCapital.

### GTI
O GTI teve estreia de emissão no verão de 2016, nos canais TVI e TVI 24, sempre com Luís Guilherme, Bernardo Gonzalez e Rui Pelejão como apresentadores, tendo como temas principais os automóveis, as motos e as viagens.

## Competição
Apesar de se ter iniciado no Campeonato Nacional de Fórmula Ford, em 1993, Bernardo Gonzalez apenas viria a participar esporadicamente em competições automóveis ao longo dos anos seguintes. Durante a década de 2000, o Honda BPI Cup, Siemens Mobile Porsche Cup, Axa Cup by Rover, Vodafone Cup by SEAT, MINI Challenge (Deutschland e España) foram alguns dos troféus monomarca em que competiu.
Em 2014, Bernardo Gonzalez regressou a tempo inteiro às competições, inscrevendo-se no Trofeo Abarth 500 Portugal, tendo registado como melhor classificação um quarto posto, no Autódromo Internacional do Algarve.
Em 2015, continuou a competir no Trofeo Abarth 500, cujo calendário incluía diversas provas além-fronteiras. Bernardo Gonzalez estreou-se no pódio no circuito belga de Spa-Francorchamps, com um 3º lugar, alcançando depois um segundo lugar no traçado italiano de Misano.
Na temporada de 2016, Bernardo Gonzalez competiu no Super 7 by KIA, partilhando o Caterham 7 com João Moniz Galvão. A melhor classificação dessa temporada foi um quarto posto, na jornada final, disputada no Circuito Estoril.